# Evolution (álbum de Sabrina Carpenter)
Evolution (estilizado como EVOLution) é o segundo álbum de estúdio da cantora estadunidense Sabrina Carpenter, lançado em 14 de outubro de 2016 pela Hollywood Records. Carpenter começou a gravar o álbum em 2015, pouco tempo após o lançamento de seu álbum de estreia, Eyes Wide Open. Musicalmente, Evolution é um álbum dance-pop, que se afasta do som folk pop e pop adolescente de seu antecessor.
O álbum recebeu avaliações positivas dos críticos musicais e estreou na 28ª posição da Billboard 200, vendendo 11.500 cópias em sua primeira semana e tornando-se, à época, seu álbum com melhor desempenho na tabela estadunidense.
"On Purpose" foi lançada como primeiro single do álbum e 29 de julho de 2016. Foi seguida dos singles promocionais "All We Have Is Love" e "Run and Hide", pouco antes do lançamento do álbum completo. "Thumbs" foi lançada como segundo e último single do álbum em 3 de janeiro de 2017 e tornou-se na época sua canção mais significante nas tabelas estadunidenses, atingindo o topo da Bubbling Under Hot 100. O álbum foi promovido através de múltiplas aparições e performances. Para promover ainda mais o álbum, Carpenter embarcou na sua primeira turnê, Evolution Tour, no outono, bem como na The De-Tour durante o verão.

## Singles
O primeiro single do álbum, "On Purpose", foi lançado dia 29 de julho de 2016. O álbum foi disponibilizado para pré-venda e o primeiro single promocional, intitulado "All We Have Is Love", foi lançado dia 23 de setembro de 2016. "Run And Hide" foi lançado como o segundo single promocional dia 30 de setembro de 2016. "Thumbs" foi lançado como terceiro e último single promocional dia 7 de outubro do mesmo ano. A canção foi lançada como segundo single em 3 de Janeiro de 2017.

## Recepção
Evolution recebeu avaliações positivas, com críticas elogiando o senso de maturidade e crescimento de Carpenter no álbum em comparação com seu álbum de estréia. Christine M. Sellers, do The Celebrity Cafe, escreveu que o Carpenter "prova que ela não é apenas outra Disney querida que transita por sua adolescência" e que o álbum" mostra o crescimento de Sabrina como compositora e vocalista". Brittany Goldfield Rodrigues, da ANDPOP, deu o álbum 3.8 polegares positivos, dizendo que "com Evolution, Sabrina está mostrando um lado musical maduro, disposta a experimentar com batidas, letras e o que ela pode fazer vocalmente. Ela fornece um interessante indie, mas sintetizador da música pop, e claramente encontrou um som único que ela brilha, que a separa do resto ". 

## Desempenho
EVOLution estreou em #28 na Billboard Hot 200 e vendeu mais de 11.500 cópias em sua primeira semana.

## Lista de faixas
| N.º            | Título                  | Compositor(es)                                 | Produtor(es)   | Duração |  |
| 1.             | "On Purpose"            | Sabrina Carpenter Ido Zmishlany                | Zmishlany      | 3:58    |  |
| 2.             | "Feels Like Loneliness" | Carpenter Zmishlany                            | Zmishlany      | 3:20    |  |
| 3.             | "Thumbs"                | Priscilla Renea Steve Mac                      | Mac            | 3:36    |  |
| 4.             | "No Words"              | Carpenter Zmishlany                            | Zmishlany      | 3:32    |  |
| 5.             | "Run and Hide"          | Carpenter Jimmy Robbins                        | Robbins        | 3:29    |  |
| 6.             | "Mirage"                | Nick Bailey Carpenter Jeff Halavacs Ryan Ogren | Ogren Halatrax | 3:25    |  |
| 7.             | "Don't Want It Back"    | Carpenter Steph Jones Rob Persaud              | Persaud        | 3:01    |  |
| 8.             | "Shadows"               | Carpenter Jones Persaud                        | Persaud        | 2:52    |  |
| 9.             | "Space"                 | Carpenter Missy Modell Daniel Kyriakides       | Daylight       | 3:06    |  |
| 10.            | "All We Have Is Love"   | Carpenter Afshin Salmani Josh Cumbee           | Nonfiction     | 3:02    |  |
| Duração total: | Duração total:          | Duração total:                                 | Duração total: | 33:21   |  |

## Desempenho nas tabelas musicas
| Parada (2016)                             | Melhor Posição |
| ----------------------------------------- | -------------- |
| Australian Albums (ARIA)[9]               | 44             |
| Belgian Albums (Ultratop Flanders)[10]    | 181            |
| Canadian Albums (Billboard)[11]           | 84             |
| Irish Albums (IRMA)[12]                   | 98             |
| New Zealand Heatseekers Albums (RMNZ)[13] | 4              |
| US Billboard Hot 200[14]                  | 28             |